# Цицюрський Микола Миколайович
Мико́ла Микола́йович Цицю́рський (нар. 9 вересня 1955 — 3 лютого 2024, Вінницька область, СРСР) — український військовик, генерал-полковник, перший заступник начальника Генерального штабу Збройних сил України (2005–2009), командуючий 38-м армійським корпусом (1999–2003). Державний службовець V рангу.

## Життєпис
Микола Цицюрський народився у Вінницькій області.
У 1976 році закінчив Ленінградське загальновійськове командне училище імені Кірова. Протягом трьох років після закінчення навчання обіймав посаду командира мотострілецького взводу.
У 1986 році отримав диплом загальновійськового факультету Військової академії імені Фрунзе. Протягом 1979–1998 років проходив службу на посадах командира мотострілецької роти, начальника штабу мотострілецького батальйону, заступника командира мотострілецького полку, начальника штабу окремого навчального центру підготовки молодших спеціалістів, командира механізованої бригади та командира 72-ї механізованої дивізії.
У серпні 1995 року отримав військове звання генерал-майора.
У 1998 році закінчив факультет підготовки спеціалістів оперативно-стратегічного рівня Академії збройних сил України та обійняв посаду начальника штабу 13-го армійського корпусу, де прослужив до 1999 року. Очолював 38-й армійський корпус, після розформування якого перейшов на посаду начальника штабу Південного оперативного командування. З 2005 по 2009 рік — перший заступник начальника Генерального штабу ЗС України.
У 2007 році отримав звання генерал-полковника.
Входив до складу Міжвідомчої координаційної комісії Антитерористичного центру при СБУ та української частини Підкомітету з питань безпеки українсько-російської міждержавної комісії. Звільнений з військової служби за станом здоров'я 3 березня 2009 року.
29 липня 2009 року розпорядженням прем'єр-міністра України Юлії Тимошенко Миколу Цицюрського було призначено першим заступником Голови Державного комітету України у справах ветеранів. 23 вересня того ж року йому було присвоєно V ранг державного службовця. Звільнений з посади указом Президента України Віктора Януковича 16 червня 2011 року.

## Нагороди
- Орден Богдана Хмельницького II ступеня (3 грудня 2008) — за вагомий особистий внесок у зміцнення обороноздатності і безпеки України, зразкове виконання військового обов'язку, високий професіоналізм та з нагоди 17-ї річниці Збройних Сил України[11]
- Орден Богдана Хмельницького III ступеня (21 лютого 2005) — за особисту мужність і відвагу, виявлені у захисті державних інтересів, зміцнення обороноздатності та безпеки України, високий професіоналізм[12]